# Serge Chassagne
Pour les articles homonymes, voir Chassagne.
Serge Chassagne, né le 11 juillet 1941, est un historien moderniste français, spécialiste d'histoire de l'industrie, en particulier de l'industrie textile au XVIIIe siècle et au début du XIXe siècle.

## Biographie

### Carrière
Serge Chassagne est né le 11 juillet 1941. Il fait ses études à l'université de Rennes, où il suit notamment les cours de Pierre Riché. L'épouse de Serge Chassagne est la fille du géographe Charles-Pierre Péguy.
Il est maître de conférences à l'université de Rennes, puis professeur d'histoire moderne à l'université de Rouen et enfin à l'Université Lumière-Lyon-II.
Serge Chassagne est aussi directeur du musée national de l'Éducation, service de l'Institut national de recherche pédagogique implanté à Rouen,.

### Historien de l'industrie textile
Serge Chassagne consacre sa thèse de troisième cycle à la manufacture de toiles imprimées de Tournemine-lès-Angers et la publie sous ce titre en 1971 aux éditions Klincksieck,,. Cet ouvrage dépasse le cadre de la simple monographie, décrivant à la fois l'histoire d'un produit industriel au XVIIIe siècle, la toile imprimée ou indienne, l'activité économique de la ville d'Angers, le développement et l'échec finale d'une entreprise industrielle textile.
En 1980, Serge Chassagne publie une biographie du fondateur de la manufacture de la toile de Jouy, Christophe-Philippe Oberkampf,,,,. Dans le contexte de la proto-industrialisation de la France, en utilisant constamment l'abondante correspondance d'Oberkampf, ce livre dresse à la fois le portrait de l'homme et celui de l'entreprise, indissolublement liés, et montre aussi la carrière sociale et politique d'Oberkampf, notamment à travers la Révolution française,. L'année suivante, Serge Chassagne édite la correspondance de la principale collaboratrice d'Oberkampf, Madame de Maraise, femme d'affaires, mère de famille nombreuse et femme des Lumières.
Serge Chassagne soutient sa thèse de doctorat d'État à l'École des hautes études en sciences sociales en 1986, sous la direction de Louis Bergeron, sur La naissance de l'industrie cotonnière en France 1760-1840. Trois générations d'entrepreneurs,. Ce travail est publié en version abrégée en 1991, sous le titre Le coton et ses patrons. France, 1760-1840,,,,,,. Cet ouvrage suit l'histoire chronologique de l'industrie cotonnière en France, d'abord le temps des indiennes de 1760 à 1785, dont il analyse le système productif lié à des proto-fabriques, puis celui des mécaniques de 1785 à 1815, grâce à un transfert de technologie à partir de l'Angleterre, les filatures se mécanisant tandis que le tissage reste dispersé et enfin celui des usines, de 1815 à 1840, où les activités sont regroupées et mécanisées,. Il insiste notamment sur les techniques et sur le rôle des entrepreneurs,.
Comme Denis Woronoff, et sous l'impulsion de leur maître commun Louis Bergeron, Serge Chassagne participe du renouvellement de l'histoire de l'industrie en France en portant attention non seulement aux indispensables archives mais aussi aux traces matérielles de l'activité industrielle, en promouvant l'archéologie industrielle.

## Principales publications

### Ouvrages personnels
- La manufacture de toiles imprimées de Tournemine-lès-Angers (1752-1820) : étude d'une entreprise et d'une industrie au XVIIIe siècle, Paris, Klincksieck, 1971, 382 p.[3],[22],[6].
- Oberkampf: un entrepreneur capitaliste au siècle des Lumières : L'inventeur de la toile de Jouy, Paris, Aubier, coll. « Collection historique », 1980 (réimpr. 2015), 396 p. (ISBN 978-2-7007-0564-5, lire en ligne)[5],[7],[8],[9],[10].
- Une femme d'affaires au XVIIIe siècle : La correspondance de Madame de Maraise, collaboratrice d'Oberkampf, Toulouse, Privat, coll. « Résurgences », 1981, 160 p.[11].
- Le coton et ses patrons : France, 1760-1840, Paris, Éditions de l'École des hautes études en sciences sociales, coll. « Civilisations et sociétés » (no 83), 1991, 733 p. (ISBN 978-2-7132-0968-0)[14],[15],[16],[17],[18],[19],[20],[23],[24].
- Serge Chassagne, Veuve Guerin et fils : Banque et soie une affaire de famille Saint-Chamond-Lyon, 1716-1932, Lyon, BGA Permezel, 2012, 381 p. (ISBN 978-2-909929-38-5)[25].

### Ouvrages collectifs
- Serge Chassagne et Jacques Royer, 49-Maine-et-Loire, Paris, éditions du Seuil, coll. « Les Guides Seuil », 1971, 90 p.[26].
- (en) Stanley D. Chapman et Serge Chassagne, European Textile Printers in the Eighteenth Century : A study of Peel and Oberkampf, London, Heinmann Educational Books, 1981, 257 p. (ISBN 9780435321703, lire en ligne)[27].
- Pierre Cayez et Serge Chassagne, Lyon et le Lyonnais, Paris/Le Mans, A. et J. Picard/ Cénomane, coll. « Les patrons du Second Empire » (no 9), 2007, 287 p. (ISBN 978-2708407909)[28].

## Hommage
- Mélanges :René Favier, Gérard Gayot, Jean-François Klein, Didier Terrier et Denis Woronoff (dir.), Tisser l'histoire: l'industrie et ses patrons, XVIe – XXe siècles : Mélanges offerts à Serge Chassagne, Valenciennes, Presses universitaires de Valenciennes, 2009, 424 p. (ISBN 978-2-905725-51-6, OCLC 316970374)[29].